# Camasarye Philotecnos
Camasarye Philotecnos (en griego antiguo: Καμασαρύη Φιλότεκνος, Kamasarýē Philóteknos) fue una reina del Bósforo que reinó desde aproximadamente de 180 a 160 a. C..

## Origen
Camasarye se llama así por su ancestro, la reina Camasarye, hija de Gorgipo, la esposa del rey Perisades I. Fue hija del rey Espártoco V y la esposa de su sucesor Perisades III.

## Reinado
Camasarye se convirtió en reina después de la muerte de su padre; se casó con un tal Perisades III, que era quizás a la manera de los reyes helenísticos su hermano o medio hermano, o un hijo de Leucón II.
La reina fue muy activa y su nombre se menciona en muchas inscripciones, en particular en 178/177 a. C., cuando dedica un objeto de oro de 187,5 chrysoi al templo de Apolo de Dídima, cerca de Mileto. Después de la muerte de Perisades III alrededor del 170 a. C., reinó junto con su hijo Perisades IV. Fue entonces cuando la reina y su hijo adoptaron los nombres de Philoteknos (es decir, «que ama a sus hijos») y Philometor (es decir, «que ama a su madre») respectivamente, siguiendo así la costumbre de la corte del rey Lágida contemporáneo Ptolomeo VI, con el que mantenían relaciones diplomáticas y comerciales. Alrededor del año 160 a. C., la reina contrajo una segunda unión con un tal Argotos (griego antiguo: Αργότος) o Argotas hijo de Isanthos, a veces considerado como un príncipe escita, que aparece a su lado con su hijo en una inscripción.